# Глад у Совјетском Савезу (1930–1933)
Совјетска глад 1930–1933 била је глад у главним областима Совјетског Савеза за производњу житарица, укључујући Украјину, Северни Кавказ, Поволжје, Казахстан, Јужни Урал и Западни Сибир. Процењује се да је живот изгубило око 5,7 до 8,7 милиона људи. Јосиф Стаљин и други чланови партије наредили су да се кулаци „ликвидирају као класа“ и постали су мета државе. Богатији земљопоседници су означени као кулаци и бољшевици су их приказивали као класне непријатеље, што је кулминирало совјетском кампањом политичке репресије, укључујући хапшења, депортације и погубљења великог броја имућнијих сељака и њихове породице 1929–1932.
Главни фактори који доприносе глади укључују присилну колективизацију пољопривреде у Совјетском Савезу као део првог петогодишњег плана, присилну набавку житарица, комбиновану са брзом индустријализацијом, смањењем радне снаге у пољопривреди и неколико тешких суша. Неки научници су глад у Украјини и Казахстану класификовали као геноциде, које је починила Стаљинова влада, против етничких Украјинаца и Казаха, док други оспоравају релевантност било какве етничке мотивације, као што се често подразумева под тим термином, и фокусирати се на класну динамику између земљопоседничких сељака (кулака) са јаким политичким интересом за приватну својину и фундаменталних начела владајуће совјетске комунистичке партије која су била дијаметрално супротна тим интересима.

## Научна истраживања

### Дебате о геноциду
Питање геноцида у Голодомору остаје значајно питање у модерној политици и спорно је да ли би совјетска политика потпадала под правну дефиницију геноцида. Неколико научника је оспорило да је глад била геноцидни чин совјетске владе. Арчибалд Гети каже да је „огромна тежина мишљења међу научницима који раде у архивима... да је ужасна глад из 1930-их била резултат стаљинистичког неспоразума и ригидности, а не неког геноцидног плана. Политика владе током глади била је кривична дела преваре и убиства из нехата, иако не отворено убиство или геноцид. Биограф Јосифа Стаљина Стивен Коткин наводи да, иако „нема питања о Стаљиновој одговорности за глад“ и да нема доказа за Стаљинову намеру да намерно убија Украјинце.
Професор економије Мајкл Елман критиковао је Дејвисов и Виткрофтов поглед на намеру као сувише уски, рекавши: „Према њима [Дејвису и Виткрофту], само предузимање радње чији је једини циљ да изазове смрт међу сељацима рачуна се као намера. Предузимање радње са неки други циљ (нпр. извоз житарица за увоз машина) али за који актер сигурно зна да ће такође довести до гладовања сељака не рачуна се као намерно изгладњивање сељака. Међутим, ово је тумачење 'намере' која иде у очи општем правно тумачење." Социолог Мартин Шо подржава ово гледиште, јер тврди да ако је вођа знао да ће крајњи резултат њихове политике бити масовна смрт од глади, а они ионако настављају да их примењују, ове смрти се могу схватити као намерне чак и ако то није била једина намера политике. Виткрофт, заузврат, критикује ово гледиште у погледу совјетске глади јер верује да су висока очекивања централних планера била довољна да покажу њихово незнање о крајњим последицама својих акција и да би резултат тога била глад. Елман наводи да је Стаљин јасно починио злочине против човечности, али да ли је починио геноцид зависи од дефиниција геноцида,: 681–682, 686  и многи други догађаји би се такође морали сматрати геноцидима. Поред тога, Елман је такође критичан према фиксацији на „јединствено стаљинистичко зло“ када је реч о прекомерној смрти од глади, и тврди да су глад и суше биле уобичајена појава кроз руску историју, укључујући руску глад 1921–1922, која се догодила пре него што је Стаљин дошао власти. Он такође наводи да је глад била распрострањена широм света у 19. и 20. веку у земљама попут Кине, Индије, Ирске и Русије. Према Елману, Г8 је „крив за масовно убиство из нехата или масовну смрт због криминалног немара јер нису предузели очигледне мере да смање масовне смрти“, а Стаљиново „понашање није било ништа горе од понашања многих владара у деветнаестом и двадесетом веку.„
Таугер придаје већу тежину природној катастрофи, поред пропадања усева, недовољних напора за пружање помоћи, као и неспособности и параноје совјетских лидера у погледу страних претњи и сељачких шпекуланата, објашњавајући глад, и навео да је лоша жетва „учинила је глад неизбежном“. Таугер је навео да је тешко прихватити глад „као резултат житних набавки из 1932. године и као свесни чин геноцида“, али да је „режим и даље био одговоран за лишавање и страдање совјетског становништва почетком 1930-их“, и „ако ништа друго, ови подаци показују да су ефекти [колективизације и присилне индустријализације] били гори него што се претпостављало.“
Неки историчари и научници описују глад као геноцид над Казахстанима који је починила совјетска држава; међутим, постоје оскудни докази који подржавају ово гледиште. Историчарка Сара Камерон тврди да, иако Стаљин није намеравао да изгладњује Казахстанце, он је неке смрти видео као неопходну жртву за постизање политичких и економских циљева режима. Камерон верује да глад у комбинацији са кампањом против номада није геноцид у смислу дефиниције Уједињених нација (УН), али је у складу са оригиналним концептом геноцида Рафаела Лемкина, који је уништавање културе сматрао геноцидним као и физичко уништење. Камерон такође тврди да је глад била злочин против човечности. Виткрофт коментарише да је у том смислу и сељачка култура уништена покушајем стварања „новог совјетског човека“ у својој рецензији њене књиге. Николо Пјанћиола, ванредни професор историје на Универзитету Назарбајев, иде даље и тврди да су са Лемкинове тачке гледишта геноцида сви номади Совјетског Савеза били жртве злочина, а не само Казахстанци.

### Узроци
За разлику од руске глади 1921–1922, повремена суша у Русији у то време није била озбиљна у погођеним областима. Упркос томе, историчар Стивен Г. Виткрофт каже да су „постојале две лоше жетве 1931. и 1932. године, углавном, али не у потпуности, резултат природних услова“, унутар Совјетског Савеза. Најважнији природни фактор у казахстанској глади 1931–1933 био је Жут од 1927. до 1928. који је био период екстремне хладноће у коме је стока гладовала и није могла да пасе. Историчар Марк Таугер са Универзитета Западна Вирџинија сугерише да је глад била узрокована комбинацијом фактора, посебно ниске жетве услед природних катастрофа у комбинацији са повећаном потражњом за храном изазваном урбанизацијом и индустријализацијом у Совјетском Савезу, и извозом жита од стране државе у у исто време. Што се тиче извоза, Мајкл Елман наводи да је извоз житарица 1932–1933. износио 1,8 милиона тона, што би било довољно да прехрани 5 милиона људи за једну годину.
Према архивском истраживању које је објавила Конгресна библиотека Сједињених Држава у јуну 1992. године, индустријализација је постала почетни механизам глади. Први Стаљинов петогодишњи план, који је партија усвојила 1928. године, позивао је на брзу индустријализацију привреде. Са највећим уделом улагања у тешку индустрију, дошло је до широко распрострањене несташице робе широке потрошње, а повећавала се и урбана радна снага. Очекивало се да ће колективизација која је уведена у исто време побољшати пољопривредну продуктивност и произвести довољно велике резерве жита да нахрани растућу градску радну снагу. Очекивани суфицит је био да се плати индустријализација. Кулаци, који су били имућнији сељаци, наишли су на посебно непријатељство Стаљиновог режима. Око милион кулачких домаћинстава (1.803.392 људи према совјетским архивским подацима) је ликвидирао Совјетски Савез. Кулацима је конфискована имовина и они су погубљени, затворени у Гулагу или депортовани у казнене радне логоре у суседним земљама у процесу који се назива декулакизација. Присилној колективизацији преосталих сељака се често пружао жесток отпор, што је довело до катастрофалног нарушавања пољопривредне продуктивности. Присилна колективизација помогла је да се постигне Стаљинов циљ брзе индустријализације, али је такође допринела катастрофалној глади 1932–1933.
Према неким научницима, колективизација у Совјетском Савезу и недостатак фаворизованих индустрија били су примарни доприноси смртности од глади (52% вишка смртних случајева), а неки докази показују да је постојала дискриминација етничких Украјинаца и Немаца. Левис Х. Сигелбаум, професор историје на Државном универзитету у Мичигену, наводи да је Украјина посебно тешко погођена квотама за жито које су биле постављене на нивое које већина фарми није могла да произведе. Жетва 1933. била је лоша, заједно са изузетно високим нивоом квоте, што је довело до услова гладовања. За несташице се окривљује кулачка саботажа, а власти су дистрибуирале залихе које су биле доступне само у урбаним областима. Према истраживачком раду Центра за економску политику који су 2021. године објавили Андреј Маркевич, Наталија Науменко и Ненси Киан, региони са већи удео украјинског становништва је теже погођен централно планираном политиком која одговара глади, а украјинским насељеним областима дате су мање количине трактора што је повезано са смањењем смртности од глади, на крају је закључено да је 92% смрти од глади само у Украјини заједно са 77%. Број смртних случајева од глади у Украјини, Русији и Белорусији заједно може се објаснити систематском пристрасношћу према Украјинцима. Објашњење колективизације и високе набавне квоте за глад донекле је доведено у питање чињеницом да су области Украјине са највећим губицима биле Кијевска и Харковска, које су производиле далеко мање количине жита од осталих делова земље. Потенцијално објашњење за ово је било да су Харков и Кијев испунили и претерали своје набавке жита 1930. године, што је довело до тога да су се квоте набавке у областима у овим областима удвостручиле 1931. године, у поређењу са националним просечним повећањем стопе набавке од 9%, док су Харков и Кијеву су повећане квоте у Одеској области, а неким регионима Дњепропетровске области су смањене квоте за набавку. Према речима Наталије Левчук са Института за демографију и друштвене студије Птоукха, „расподела у великој мери повећаних квота житарица из 1931. године у областима Харкова и Кијева по регионима је била веома неуједначена и неоправдана јер је урађена несразмерно проценту посејане површине пшенице и њиховој потенцијални капацитет жита.“ Олех Воловина коментарише да је отпор сељака и репресија тог отпора који је уследила критичан фактор за глад у Украјини и деловима Русије насељеним националним мањинама попут Немаца и Украјинаца који су наводно укаљани „фашизмом и буржоаским национализмом„ према совјетским властима.
Историчар Стивен Г. Виткрофт дао је већу тежину „лоше осмишљеној политици“ совјетске владе и истакао да, иако та политика није била усмерена посебно на Украјину, Украјина је највише патила због „демографских разлога“; да је главни узрок гладовања била несташица жита. Према њему, принос житарица у Совјетском Савезу који је претходио глади био је низак принос између 55 и 60 милиона тона, вероватно делом узрокован влажним временом и малом снагом вуче, али званично статистика је грешком (према Виткрофту и другима) пријавила принос од 68,9 милиона тона. У вези са реакцијом совјетске државе на ову кризу, Виткрофт коментарише: „Добра жетва 1930. довела је до одлука да се извозе значајне количине жита 1931. и 1932. Совјетски лидери су такође претпостављали да ће велика социјализација сточарства довести до брз раст производње меса и млечних производа. Ова политика је пропала, а совјетске вође су неуспех приписивале не сопственом недостатку реализма, већ махинацијама непријатеља. За отпор сељака су кривили кулаци, а повећана употреба силе на велики обим је скоро потпуно заменио покушаје убеђивања.“ Виткрофт каже да су совјетске власти одбиле да смање набавку жита упркос ниској жетви, и да је „рад [Виткрофта и његовог колеге] потврдио – ако је потврда била потребна – да је житна кампања 1932/33. била невиђено оштра и репресивна." Док Виткрофт одбацује геноцидну карактеризацију глади, он наводи да је "житно коло и изборна кампања биле повезане са преокретом претходне политике украјинизације.“
Марк Таугер је сугерисао чак нижу жетву него што је Виткрофт имао од 45 милиона тона на основу података са 40% колективних фарми које су критиковали други научници. Таугер је сугерисао да су суша, влажно време и поплаве поља због јаке кише разводниле жетву. Предлог оштре кише као узрока критикован је као контрадикторан Виткрофтовом објашњењу суше као примарног фактора ниске жетве. Други природни фактори који су смањили жетву које је предложио Таугер укључивали су ендемску биљну рђу и ројеве инсеката. Топло и влажно време је, према Таугеру, подстакло раст корова, који је недовољно обрађен због немотивисаности сељака за рад и примитивне пољопривредне технологије. Таугер тврди да су дубоки снег и вишак приноса узроковани тиме што су сељаци одлагали жетву и остављали класје на њиви да би се касније убрали, као део отпора сељака, изазвали најезду мишева, који су уништили залихе жита и јели сточну храну.

## Политике и догађаји

### Кампања против кулака
У фебруару 1928. године, новине Правда су по први пут објавиле материјале у којима се тврдило да разоткривају кулаке, и описивали распрострањену доминацију богатог сељаштва на селу и инвазију кулака у ћелије комунистичке партије. Експропријација залиха жита од кулака и сељака средње класе названа је „привремена ванредна мера“. Касније су привремене ванредне мере прерасле у политику „елиминисања кулака као класе“. Апел партије на политику елиминације кулака као класе формулисао је Стаљин, који је изјавио: „Да би се кулак истиснуо као класа, отпор ове класе мора бити разбијен у отвореној борби и мора бити лишен производни извори њеног постојања и развоја (слободно коришћење земље, оруђа производње, закупа, право на најам радне снаге и др.). То је заокрет ка политици елиминације кулака као класе. Без тога, причати о избацивању кулака као класе је празна брбљања, прихватљива и исплатива само десним девијантима.“ Јосиф Стаљин је најавио „ликвидацију кулака као класе“ 27. децембра 1929. године. Стаљин је рекао: „Сада имамо прилику да изведемо одлучну офанзиву против кулака, сломимо њихов отпор, елиминишемо их као класу и заменимо њихову производњу производњом колхоза и совхоза.“ У кампањи која је уследила, више од 1,8 милиона сељака је депортовано 1930–1931. Кампања је имала наведену сврху борбе против контрареволуције и изградње социјализма на селу. Ова политика, спроведена истовремено са колективизацијом у Совјетском Савезу, ефективно је довела сву пољопривреду и све раднике у Совјетској Русији под државну контролу.
Такође 1928. године у Совјетском Казахстану, власти су започеле кампању за конфискацију стоке од богатијих Казахстанаца, који су се звали баји, познати као Мали октобар. Конфискацијску кампању су спровели Казаси против других Казахстана, а на тим Казахстанцима је било да одлуче ко је баи и колико да им одузму. Циљ овог ангажмана био је да Казахстанци буду активни учесници у трансформацији казахстанског друштва. Више од 10.000 бајиа је можда било депортовано због кампање против њих.

### Клање стоке
Током колективизације, од сељаштва се захтевало да препусти своје фармске животиње државним властима. Многи су радије изабрали да закољу своју стоку него да је предају у колективне фарме. У прва два месеца 1930. године, сељаци су убили милионе говеда, коња, свиња, оваца и коза, а месо и коже су конзумирали и размењивали. 1934. На 17. конгресу Свесавезне комунистичке партије (бољшевика) обавештена је јавност је да је изгубљено 26,6 милиона грла говеда и 63,4 милиона оваца. Као одговор на широко распрострањено клање, Веће народних комесара је издало декрете за кривично гоњење „злонамерног клања стоке“.

### Агротехнолошки проблеми
Историчар Стивен Виткрофт наводи четири проблема које су совјетске власти игнорисале, а која би ометала напредак пољопривредне технологије и на крају допринела глади:
- „Прекомерно проширење посејане површине“ — смањени су приноси усева и вероватно нека биљна болест изазвана садњом будућих жетва на ширем подручју земљишта без подмлађивања земљишта што је довело до смањења угаре.
- „Смањење вучне снаге“ — прекомерна екстракција житарица доводи до губитка хране за фармске животиње, што заузврат смањује ефикасност пољопривредних операција.
- „Квалитет обраде“ — садња и вађење летине, уз орање, обављено је лоше због неискусних и деморалисаних радника и поменутог недостатка вучне снаге.
- „Лоше време“ — сушу и друге лоше временске услове углавном су игнорисале совјетске власти које су се коцкале на лепо време и веровале да ће пољопривредне потешкоће бити превазиђене.

### Захтев за храну
У лето 1930. совјетска влада је увела програм реквизиције хране, наводно да би повећала извоз житарица. Исте године, Украјина је произвела 27% совјетске жетве, али је обезбедила 38% испорука, и извршила 42% испорука 1931. године; међутим, украјинска жетва је пала са 23,9 милиона тона на 18,3 милиона тона 1931. године, а квота из претходне године од 7,7 милиона тона је остала. Власти су биле у могућности да набаве само 7,2 милиона тона, а само 4,3 милиона тона смањене квоте од 6,6 милиона тона 1932. године.
Између јануара и средине априла 1933, фактор који је допринео порасту смртних случајева у појединим регионима Украјине током тог периода била је немилосрдна потрага за наводним скривеним житом конфискацијом свих намирница из одређених домаћинстава, што је Стаљин имплицитно одобравао кроз телеграм који је послао 1. јануара 1933. украјинској влади подсећајући украјинске пољопривреднике на строге казне за непредају жита које можда крију. У свом осврту на књигу Ен Еплбаум Црвена глад: Стаљинов рат против Украјине, Марк Таугер даје грубу процену оних који су погођени потрагом за скривеним резервама житарица: „У 10. поглављу Еплбаум описује оштре претраге које је локално особље, често украјинско, наметнуло села, заснована на украјинској збирци мемоара и износи много живописних анегдота. Ипак, она никада не објашњава на колико људи су те акције погодиле. Она цитира украјински декрет из новембра 1932. којим се позива на формирање 1100 бригада. свака од ових 1100 бригада је претресла 100 домаћинстава, а сељачко домаћинство је имало пет људи, затим су узимали храну од 550.000 људи, од 20 милиона, или око 2-3 процента.“ У међувремену у Казахстану су стока и жито углавном били стока и жито. стечено између 1929. и 1932. године, при чему је једна трећина републичких житарица реквирирана и више од милион тона заплењено 1930. да би се градови снабдевали храном. Историчар Стивен Г. Виткрофт приписује глад у Казахстану фалсификовању статистике коју су произвеле локалне совјетске власти да би задовољиле нереална очекивања својих надређених која доводе до прекомерне експлоатације казахстанских ресурса.

### Верска репресија
Рафаел Лемкин сматрао је репресију над Православном Црквом као део геноцида над Украјинцима када се посматра у вези са глађу Голодомора. Колективизација није подразумевала само прибављање земље од земљорадника, већ и затварање цркава, паљење икона и хапшење свештеника. Повезујући цркву са царским режимом, совјетска држава је наставила да поткопава цркву експропријацијом и репресијом. Прекинули су државну финансијску подршку цркви и секуларизовали црквене школе. Сељаци су почели да повезују комунисте са атеистима јер је напад на цркву био тако разоран. Идентификација совјетске власти са антихристом такође је смањила подршку сељака совјетском режиму. Гласине о верским прогонима шириле су се углавном усменом предајом, али и путем летака и прогласа. Свештеници су проповедали да је антихрист дошао да стави „ђавољи жиг” на сељаке.

### Извоз житарица и друге хране
Након признавања стања глади у Украјини током суше и лоше жетве, совјетска влада у Москви је наставила да извози жито уместо да задржава свој усев да би прехранила народ, иако по нижој стопи него претходних година. У периоду 1930–1931, извезено је 5.832.000 метричких тона житарица. У периоду 1931–1932, извоз житарица је опао на 4.786.000 метричких тона. У периоду 1932–1933, извоз житарица је био само 1.607.000 метричких тона, а овај је даље опао на 1.441.000 метричких тона у 1933–1934.
Званично објављени подаци су се незнатно разликовали:
Житарице (у тонама)
- 1930 – 4.846.024
- 1931 – 5.182.835
- 1932 – 1.819.114 (~750.000 током прве половине 1932; од краја априла увезено је и ~157.000 тона житарица)
- 1933. – 1.771.364 (~220.000 током прве половине 1933;[42] жито из касног марта је такође увезено)

Само пшеница (у тонама)
- 1930. – 2.530.953
- 1931. – 2.498.958
- 1932 – 550.917
- 1933 – 748.248

Године 1932. преко украјинских трговачких лука извезено је 988.300 тона житарица и 16.500 тона других врста житарица. У 1933. години укупно је било: 809.600 тона житарица, 2.600 тона осталих житарица, 3.500 тона меса, 400 тона путера и 2.500 тона рибе. Те исте луке су увезле мање од 67.200 тона житарица 1932. године и 8.600 тона житарица 1933. године.
Из других совјетских лука примљено је 164.000 тона житарица, 7.300 тона осталих житарица, 31.500 тона брашна и не више од 177.000 тона меса и путера 1932. године и 230.000 тона житарица, осталих житарица,305 до 1932. године. 100 тона меса, 900 тона путера и 34.300 тона рибе 1933. године.

### Закон класова
„Уредба о заштити социјалистичке својине“, коју су земљорадници назвали Законом о класовима, донета је 7. августа 1932. године. Сврха закона је била заштита имовине колхоза. Добио је надимак Закон о класовима јер је дозвољавао да се људи кривично гоне због сакупљања остатака жита са поља. По овом закону је осуђено више од 200.000 људи.

### Црна листа
Систем црне листе је формализован 1932. декретом од 20. новембра „Борба против утицаја Куркула у колективним фармама“; црна листа, синоним за таблу срамоте, била је један од елемената агитационе пропаганде у Совјетском Савезу, и посебно Украјинe и етничког украјинског региона Кубан 1930-их, што се поклопило са Голодомором, вештачком глађу коју је наметнуо совјетски режим као део политике репресије. Црна листа је такође коришћена у Совјетском Казахстану. Колективној фарми, селу или округу (округу) на црној листи су позвани новчани зајмови и аванси за жито, затворене продавнице, залихе жита, стока и храна заплењени као казна, и искључена је из трговине. Њени комитети Комунистичке партије и колхоза су очишћени и подвргнути хапшењу, а њихова територија је насилно ограђена од стране тајне полиције ОГПУ.
Иако је номинално циљано на колективне фарме које не испуњавају квоте за жито и независне пољопривреднике са неизмиреним порезом у натури, у пракси је казна примењена на све становнике погођених села и округа, укључујући наставнике, трговце и децу. На крају, најмање 400 колективних фарми је стављено на црну таблу у Украјини, од чега више од половине само у Дњепропетровској области. Сваки поједини округ у Дњепропетровску имао је најмање једно село на црној листи, ацу Виницкој области пет целих округа је на црној листи. Ова област се налази тачно усред традиционалних земаља Запорошких козака. Козачка села су такође била на црној листи у областима Волге и Кубана у Русији. Године 1932. 32 од мање од 200 округа у Казахстану који нису испунили квоте за производњу жита су стављени на црну листу. Нека села су ослобођена црне листе испуњавањем већинског дела својих производних квота, а не пуне квоте. Неке области стављене на црну листу у Харкову могле би да имају стопу смртности преко 40%, док у другим областима, као што је Стаљинова црна листа, нема посебног утицаја на смртност.

### Пасоши
Јосиф Стаљин је потписао тајни декрет из јануара 1933. под називом „Спречавање масовног егзодуса сељака који умиру од глади“, којим се ограничава путовање сељака након што су на Кубану и у Украјини почели захтеви за хлебом; Совјетске власти су за егзодус сељака током глади окривиле антисовјетске елементе, рекавши да су „као и одлив из Украјине прошле године, организовали непријатељи совјетске власти.“ Дошло је до таласа миграција услед гладовања и гладовања и власти су одговориле увођењем захтева да се пасоши користе за кретање између република и забраном путовања железницом.
Пасошки систем у Совјетском Савезу (личне карте) уведен је 27. децембра 1932. да би се решио егзодус сељака са села. Појединци који немају такав документ нису могли да напусте своје домове под претњом административних казни, као што је интернирање у радним логорима (Гулаг). Сеоско становништво није имало право да слободно држи пасоше и стога није могло да напусти своја села без одобрења. Овлашћење за издавање пасоша било је на челу колхоза, а лична документа је чувала управа колхоза. Ова мера је остала на снази до 1974. Јединице Државног политичког директората поставиле су посебне барикаде широм Совјетског Савеза како би спречиле егзодус сељака из региона погођених глађу. Током једног месеца 1933. године, 219.460 људи је пресретнуто и враћено назад или ухапшено и осуђено.
Недостатак пасоша није могао у потпуности да спречи одлазак сељака са села, али је само мали проценат оних који су се илегално инфилтрирали у градове могао да побољша свој положај. У немогућности да нађу посао или да купе или просе мало хлеба, фармери су умрли на улицама Харкова, Кијева, Дњепропетровска, Полтаве, Винице и других већих градова Украјине. као резултат ове политике, а један историчар тврди да те смрти представљају злочин против човечности. Насупрот томе, историчар Стивен Коткин тврди да је затварање украјинских граница изазвано системом унутрашњих пасоша било у циљу спречавања ширења болести повезаних са глађу.

### Конфискација средстава резерве
Да би се надокнадиле неиспуњене квоте за набавку жита у Украјини, резерве жита су заплењене из три извора укључујући: (а) жито издвојено за семе за следећу жетву; (б) житни фонд за хитне случајеве ; (в) жито издато задругарима за претходно обављене послове, које је морало бити враћено ако задруга не испуни своју квоту.

### Чистке
У Украјини је била распрострањена чистка функционера Комунистичке партије на свим нивоима. Према речима Олеха Воловине, елиминисано је 390 „антисовјетских, контрареволуционарних побуњеничких и шовинистичких“ група, што је резултирало са 37.797 хапшења, што је довело до 719 егзекуција, 8.003 људи је послато у логоре Гулаг, а 2.728 је стављено у унутрашње изгнанство. 120.000 појединаца у Украјини је прегледано у првих 10 месеци 1933. године у чистки Комунистичке партије од врха до дна, што је резултирало елиминацијом 23% као класно непријатељским елементима.[5] Павел Постишев је био задужен за постављање људи на чело машинско-тракторских станица у Украјини који су били одговорни за чишћење елемената за које се сматрало да су класно непријатељски настројени. До краја 1933. године, 60% шефова сеоских већа и рајонских комитета у Украјини је смењено са додатних 40.000 радника нижег ранга који су очишћени.
Чистке су такође биле опсежне на територијама насељеним Украјином на Кубану и Северном Кавказу. Смењено је 358 од 716 партијских секретара на Кубану, заједно са 43% од 25.000 чланова партије; укупно је уклоњено 40% од 115.000 до 120.000 чланова сеоске партије на Северном Кавказу. На мети су били партијски званичници повезани са украјинизацијом, јер се сматрало да је национална политика повезана са неуспехом набавке жита од стране совјетских власти.

### Одбијање стране помоћи
Упркос кризи, совјетска влада је активно одбијала да тражи страну помоћ за глад и уместо тога је активно порицала постојање глади.

## Канибализам
Докази о широко распрострањеном канибализму документовани су током глади у Украјини и Казахстану. Неки од гладних у Казахстану су се претворили у канибалисте, због једења остатака лешева до тога да гладни активно убијају једни друге да би се хранили. Више од 2.500 људи осуђено је за канибализам током глади.
Пример сведочанства о канибализму у Украјини током глади је следећи: „Опстанак је био морална као и физичка борба. Једна жена докторка је написала пријатељици јуна 1933. да још није постала канибал, али није сигурна да то неће бити док јој писмо стигне.' Умирали су они који су одбијали да краду или да се проституишу. Умирали су они који су давали храну другима. Умирали су они који су одбијали да једу лешеве. Они који су одбијали да убију своје ближње су умрли. Родитељи који су се одупирали канибализму умрли су пре оних који су јели своју децу." Совјетски режим је штампао постере на којима је писало: "Јести сопствену децу је варварски чин." 

## Избеглице глади
Због глади, 665.000 Казахстанаца је побегло од глади са својом стоком ван Казахстана у Кину, Монголију, Авганистан, Иран и совјетске републике Узбекистан, Киргистан, Туркменистан, Таџикистан и Русију у потрази за храном и запослењем у новим индустријализованим местима Западног Сибира са 900.000 грла стоке. Совјетска влада је касније радила на њиховом репатријацији. Овај процес репатријације могао би бити бруталан, пошто су домови Казахстана проваљени, а етнички Казахстанци избеглице и неизбеглице били су насилно протерани у вагоне без хране, грејања или воде. 70% избеглица је преживело, а остали су умрли од епидемија и глади. Избеглице су интегрисане у колективне фарме пошто су враћене у домовину где су многи били преслаби да раде, ау фабрици у Семипалатинску половина избеглица је отпуштена у року од неколико дана, док је другој половини ускраћена храна.
Друга процена је да је 1,1 милион људи побегло, од којих су велика већина Казахстанци. Како су избеглице бежале од глади, совјетска влада је покушала да их заустави. У једном случају, трговци помоћи су ставили храну у задњи део камиона да би привукли избеглице, а затим су избеглице закључали у камион и бацили их усред планина; судбина ових избеглица је непозната. Хиљаде Казахстанаца је убијено, а неки су чак и силовани у покушају да побегну у Кину. Бекство избеглица власти су описале као прогресивну појаву номада који се удаљавају од свог примитивног начина живота. Службеници ОГПУ-а су осумњичили избеглице од глади да одржавају контрареволуционарне, бајске и кулачке тенденције, које су појачане неким избеглицама које су се бавиле криминалом у републикама у које су стигли.

## Помоћ у храни
Историчар Тимоти Д. Снајдер каже да су московске власти одбиле да пруже помоћ, упркос молбама за помоћ и признатом стању глади. Снајдер је изјавио да иако је Стаљин приватно признао да у Украјини влада глад, он није одобрио захтев руководства украјинске странке за помоћ у храни. Неки истраживачи наводе да је помоћ пружана само током лета. Први извештаји о неухрањености и глади у руралним областима и градовима, који су били недовољно обезбеђени кроз недавно уведен систем рационирања, упућени су украјинском ГПУ и обласним властима. Прва помоћ у храни коју су централне совјетске власти послале за Одеску и Дњепропетровску област од 400 хиљада пуда (6.600 тона, 200 хиљада пуда или 3.300 тона за сваку) појавила се већ 7. фебруара 1933. године.
Уведене су мере за локализацију случајева коришћењем локално доступних ресурса. Док се број оваквих извештаја повећавао, Комунистичка партија Централног комитета Украјине је 8. фебруара 1933. издала декрет, којим се позива да се сваки случај глади реши без одлагања и уз максималну мобилизацију ресурса од стране колхоза, области, градова, и области. Уредбом је одређен рок од седам дана за помоћ у храни која је требало да буде обезбеђена из централних извора. Дана 20. фебруара 1933. Дњепропетровска област је добила 1,2 милиона фунти помоћи у храни, Одеса је добила 800 хиљада, а Харков 300 хиљада. Кијевској области је до 18. марта додељено 6 милиона фунти. Украјинске власти су такође пружиле помоћ, али је она била ограничена расположивим ресурсима. У циљу помоћи деци сирочади, Народни комесаријат за здравље су створили посебну комисију, која је успоставила мрежу обданишта у којима су деца могла да добију храну. Урбана подручја погођена недостатком хране придржавала су се система рационирања. Стаљин је 20. марта 1933. године потписао декрет којим је снижен месечни намет у Украјини за 14 хиљада тона, који је требало да се прерасподели као додатна залиха хлеба „за студенте, мала места и мала предузећа у великим градовима и посебно у Кијеву“. Међутим, дистрибуцијом помоћи у храни није се ефикасно управљало и слабо су је редистрибуисале регионалне и локалне власти.
После првог таласа глади у фебруару и марту, украјинске власти су се сусреле са другим таласом глади и глади у априлу и мају, посебно у Кијевској и Харковској области. Ситуацију је погоршала продужена зима. Између фебруара и јуна 1933. године, тридесет пет одлука Политбироа и декрета Совнаркома одобрило је издавање укупно 35,19 милиона пуда (576.400 тона),[107] или више од половине укупног износа укупне помоћи совјетској пољопривреди у целини. Централне совјетске власти су обезбедиле 1,1 милион тона у зиму и пролеће 1933. године, укључујући жито и семе за сељаке, колхозе и совхозе Украјинске ССР. У ове бројке није укључена помоћ у житу и брашну за градско становништво и децу, као ни помоћ из локалних извора. У Русији је Стаљин лично одобрио дистрибуцију помоћи као одговор на захтев Михаила Александровича Шолохова, чији је округ био погођен. Шолохов, који је живео у округу Весенски, 6. априла 1933. године, опширно је писао Стаљину, описујући услове глади и позивајући га да обезбеди жито. Стаљин је писмо добио 15. априла 1933, а Политбиро је том округу доделио 700 тона жита 6. априла 1933. Стаљин је послао телеграм Шолохову у коме је рекао: „Учинићемо све што је потребно. Обавестите количину потребне помоћи. Наведите број." Шолохов је одговорио истог дана, а 22. априла 1933., на дан када је Стаљин добио друго писмо, Стаљин га је прекорио: „Требало је да свој одговор пошаљете не писмом, већ телеграмом. Време је изгубљено.” Такође је касније прекорио Шолохова што није препознао уочену саботажу у свом округу; ово је био једини случај да је одређена количина помоћи дата одређеном округу. Друге жалбе нису биле успешне, а многе очајничке молбе су одбачене или одбијене.
Документи из совјетских архива указују да је помоћ вршена селективно на најугроженије области, а током пролећних месеци таква помоћ је била циљ помоћи. Посебном резолуцијом Централног комитета Комунистичке партије (бољшевика) Украјине за Кијевску област од 31. марта 1933. наложено је да се сељаци хоспитализују са болесним или опорављеним пацијентима. Резолуцијом је наложена побољшана исхрана у границама расположивих ресурса како би се они што пре послали на њиве да засеју нови усев. Храна се делила према посебним резолуцијама државних органа, а додатна храна је давана на терену где су радници радили.
Последња одлука Политибироа Свесавезне комунистичке партије о помоћи у храни за целу Украјинску ССР издата је 13. јуна 1933. Посебна наређења о помоћи у храни за регионе Украјине појавила су се од краја јуна до почетка јула 1933. за Дњепропетровску, Виницку и Кијевску област. За колхозе Харковске области помоћ је пружена до краја јула 1933 (одлука Политбироа од 20. јула 1933).

### Селективна дистрибуција помоћи
Расподела помоћи у храни после глади била је селективна и у Украјини и у Казахстану. Областима за производњу житарица у Украјини, као што је Дњепропетровск, дата је већа помоћ у ранијем периоду него теже погођеним регионима попут Харкова који су производили мање жита. Јосиф Стаљин је цитирао Владимира Лењина током глади који је изјавио: „Ко не ради, неће ни јести.“ Мајкл Елман тврди да је ова перспектива утицала на званичну политику током глади, при чему су они за које се сматрало да су нерадници били беспосличари, нису фаворизовани у расподели помоћи у поређењу са онима за које се сматрало да су „савесно радећи колективни пољопривредници“. У том смислу, Олга Андријевски наводи да совјетске архиве указују на то да је помоћ у Украјини првенствено распоређена да би се очувао систем колективних фарми и да су само најпродуктивнији радници били приоритет за примање истог. Рационирање хране у Украјини одређивано је према категоријама градова (где се живело, са главним градовима и индустријским центрима који су добили повлашћену дистрибуцију), категоријама занимања (при чему су индустријски и железничари имали приоритет у односу на раднике са плавим оковратницима и интелигенцијом), статус у породичној јединици (са запослена лица која имају право на веће оброке од издржаваних и старијих лица), као и врсту радног места у вези са индустријализацијом (при чему су они који су радили у индустријским погонима у близини челичана преферирани у дистрибуцији у односу на оне који су радили у руралним подручјима или у храни).
Дискриминација у области помоћи је вероватно била још гора у Казахстану, где су Европљани имали несразмерну моћ у странци за коју се тврдило да је разлог зашто су аутохтони номади претрпели најгори део процеса колективизације, а не европски делови земље. Током глади, неки етнички Казахстанци су протерани са своје земље да би направили места за 200.000 присилних досељеника и затвореника Гулага, а нешто мало казахстанске хране отишло је и таквим затвореницима и насељеницима. Помоћ у храни Казахстану је селективно дистрибуирана како би се елиминисали класни непријатељи као што су баји. Упркос супротним наређењима одозго, многим Казахстанцима је одбијена помоћ у храни јер су их локални званичници сматрали непродуктивним, а помоћ је пружана европским радницима у земљи. Пред крај глади у Казахстану, Филип Голошчјокин је замењен Левоном Мирзојаном, који је био репресиван посебно према избеглицама од глади и ускраћивао помоћ у храни областима којима су управљали кадрови који су тражили више хране за своје регионе користећи „сузне телеграме“; у једном случају под Мирзојановом влашћу, опуномоћеник му је гурнуо документе о помоћи у храни у џеп и направио свадбу уместо да их пребаци цео месец, док су стотине Казахстана гладовале.

## Реакције
Глад 1932–1933 је званично негирана, па је сваки дискурс о овом питању све до перестројке класификован као злочиначка „антисовјетска пропаганда“. Резултати пописа из 1937. држани су у тајности, јер су открили демографске губитке који се могу приписати глади.
Неки познати новинари, пре свега Волтер Дуранти из Њујорк тајмса, умањили су важност глади и броја умрлих. Године 1932. добио је Пулицерову награду за кореспонденцију за извештавање о првом петогодишњем плану Совјетског Савеза и сматран је за најстручнијег западног новинара који је извештавао о глади. У чланку „Руси гладни, али не гладују“, он је одговорио на извештај о гладовању у Украјини и, иако је признао да постоји широко распрострањена неухрањеност у одређеним областима Совјетског Савеза, укључујући делове Северног Кавказа и региона доњег Волге, генерално није се слагао са размерама глади и тврдио да глади није било. Дурантијево извештавање је директно довело до тога да је Френклин Д. Рузвелт званично признао Совјетски Савез 1933. и опозвао званично признање Сједињених Држава независне Украјине. Сличан став заузео је и француски премијер Едуар Ерио, који је током боравка у Совјетском Савезу обишао територију Украјине. Други западни новинари су извештавали о глади у то време, укључујући Малколма Магериџа и Герета Џонса, који су обојица оштро критиковали Дурантијев извештај и касније им је забрањен повратак у Совјетски Савез.
Као дете, Михаил Горбачов је преживео совјетску глад у Ставропољском крају у Русији. Он се у мемоарима присећа да је „те страшне године [1933.] скоро половина становништва мог родног села Приволноје умрла од глади, укључујући две сестре и једног брата мог оца.“ 
Чланови међународне заједнице осудили су совјетску владу због догађаја из 1932–1933; међутим, класификација украјинске глади као геноцида је предмет расправе. Свеобухватну критику изнео је Мајкл Елман у чланку „Стаљин и совјетска глад 1932–1933. поново прегледан“ објављеном у часопису Europe-Asia Studies. Елман се позива на Конвенцију о геноциду, која прецизира да је геноцид уништавање „у целини или делимично“ националне групе и „свако дело почињено са намером да се уништи, у целини или делимично, национална, етничка, расна или верска група„. Тврди се да су разлози глади укорењени у индустријализацији и широко распрострањеној колективизацији фарми која је укључивала повећање пореза, квоте за испоруку житарица и одузимање целокупне имовине. Ово последње је наишло на отпор на који је одговорено „наметањем све већих квота за испоруку и одузимањем намирница“. Како су људи након набавке остали без довољно хране, наступила је глад. Дакле, глад је настала углавном због политике која је фаворизовала циљеве колективизације и индустријализације, а не намерног покушаја да се униште Казахстанци или Украјинци као народ.
У делу Црвена глад: Стаљинов рат против Украјине, добитница Пулицерове награде Ен Еплбаум каже да је дефиниција геноцида у УН претерано уска због совјетског утицаја на Конвенцију о геноциду. Уместо широке дефиниције која би укључивала совјетске злочине над кулацима и Украјинцима, Еплбаум пише да је геноцид "постао да значи физичко елиминисање целе етничке групе, на начин сличан холокаусту. Голодомор не испуњава тај критеријум. Ово није изненађујуће, с обзиром на то да је сам Совјетски Савез помогао у обликовању језика управо како би се спречило да се совјетски злочини, укључујући Голодомор, класификују као „геноцид“. Данас је мање важно да ли се глад из 1932–1933 назива геноцидом, злочином против човечности или једноставно актом масовног терора. Без обзира на дефиницију, то је био ужасан напад, који је извршила влада против сопственог народа. Да се глад десила, да је била намерна и да је то био део политичког плана за подривање украјинског идентитета постаје све шире прихваћено, како у Украјини, тако и на Западу, било да потврђује међународни суд или не."

## Процена губитка живота
Процењује се да је између 3,3 и 3,9 милиона умрло у Украјини, између 2 и 3 милиона умрло у Русији, и 1,5-2 милиона (од којих су 1,3 милиона етнички Казаси) умрло у Казахстану. Поред глади у Казахстану 1919–1922, ови догађаји су довели до тога да је Казахстан изгубио више од половине свог становништва у року од 15 година. Глад је учинила Казахстанце мањином у својој републици. Пре глади, око 60% становништва републике чинили су Казахстанци; након глади, само око 38% становништва су били Казахстанци.
Тачан број умрлих је тешко утврдити због недостатка евиденције али број се значајно повећава када се урачунају и смртни случајеви у региону Кубан. Старије процене се и даље често наводе у политичким коментарима. Роберт Конквест је 1987. навео велики број губитака у Казахстану од милион; велики број номадских Казаха лутао је по иностранству, углавном у Кину и Монголију. Године 1993. „Популациона динамика: последице редовних и нерегуларних промена” известила је да „општа колективизација и репресије повезане са њом, као и глад из 1933. године, могу бити одговорни за 7 милиона смртних случајева.“ Године 2007. Дејвид Р. Марплс је проценио да је 7,5 милиона људи умрло од глади у совјетској Украјини, од којих су 4 милиона били етнички Украјинци. Према налазима Апелационог суда у Кијеву из 2010. године, демографски губици услед глади износили су 10 милиона, уз 3,9 милиона директних смрти од глади, и још 6,1 милион наталитета. Касније 2010. године, Тимоти Снајдер је проценио да је у Украјини укупно умрло око 3,3 милиона људи. Године 2013. речено је да укупан вишак смртних случајева у Украјини није могао да пређе 2,9 милиона.
Друге процене мртвих од глади су следеће:
- Књига из 2004. Године глади: Совјетска пољопривреда, 1931–1933 аутора Р. В. Дејвиса и Стивена Г. Виткрофта даје процену од 5,5 до 6,5 милиона смртних случајева.
- Енциклопедија Британика процењује да је 6 до 8 милиона људи умрло од глади у Совјетском Савезу током овог периода, од којих су 4 до 5 милиона били Украјинци. Од 2021. Енцицлопӕдиа Британница Онлине је писала: „У Украјини је умрло око 4 до 5 милиона, а још 2 до 3 милиона на Северном Кавказу и у области Доње Волге.“[35]
- Роберт Конквест је проценио најмање 7 милиона смрти сељака од глади у европском делу Совјетског Савеза 1932-33 (5 милиона у Украјини, 1 милион на Северном Кавказу и 1 милион на другим местима) и додатних милион смрти од глад као резултат колективизације у Казахстанској АССР.[36]
- Друга студија Мајкла Елмана користећи податке Дејвиса и Виткрофта процењује да је „’око осам и по милиона’ жртава глади и репресије“ комбиновано у периоду 1930–1933.
- У својој књизи Стаљинови геноциди из 2010. године, Норман Најмарк процењује да је 3 до 5 милиона Украјинаца умрло у глади.
- Руска државна дума је 2008. године издала саопштење о глади, наводећи да се на територијама Поволже, Централно-црноземног региона, Северног Кавказа, Урала, Крима, Западног Сибира, Казахстана, Украјине и Белорусије процењује да је број мртвих око 7 милиона људи.
- Губитак живота на украјинском селу процењује се на приближно 5 милиона људи према другом извору.
- Чланак Олеха Воловине из Journal of Genocide Research из 2020. процењује 8,7 милиона смртних случајева широм читавог Совјетског Савеза, укључујући 3,9 милиона у Украјини, 3,3 милиона у Русији и 1,3 милиона у Казахстану, плус мањи број мртвих у другим републикама.

### Грешке у публикацијама
Постоје публикације чија је тачност спорна. Један пример је украјинска мапа смртности објављена у Сједињеним Државама 1988. године. На мапи су приказани југозападни округи Одеске области као део Украјинске ССР, док су у стварности били део Румуније 1930-их. Истовремено, на мапи није приказана Молдавска АССР, која је у то време била део Украјинске ССР.
Велику славу стекла је прича која се одиграла 2006. године под украјинским председником Виктором Јушченко. У Музеју Голодомора у Севастопољу биле су изложене фотографије које су наводно приказивале жртве глади у Украјини, али се касније испоставило да су слике настале за време глади у руском Поволжју почетком 1920-их иу Сједињеним Државама током Велика депресије. Ове фотографије су се појавиле и на сајту председника Украјине. Након избијања скандала изложба је затворена, а прес-структура Службе безбедности Украјине, из чије су архиве слике наводно уклоњене, препознала је инцидент као „изолован инцидент и неспоразум“. Објављивање ових фотографија наставља се до данас.